# 吉莉安·弗琳
吉莉安·希伯·弗琳（英語：Gillian Schieber Flynn，1971年2月24日—）是一位美国女性作家、编剧和漫画书作者，曾是一位效力于《娱乐周刊》的电视评论家。目前她已经出版了三部惊悚小说，包括《利器》、和《消失的爱人》。其中《消失的爱人》于2014年被大卫·芬奇拍摄成同名电影，并由她本人担任编剧;而則於2015年由法國導演吉爾斯·帕奎-布萊納編劇並執導為《暗處》。

## 生平
她生于密苏里州堪萨斯城，父母都是 Metropolitan Community College 的教授，母亲朱迪丝·安教授阅读理解，父亲埃德温·马修弗林教授电影课程。她有一个哥哥Travis是位铁路机械工程师。受家庭的影响，她从小就喜欢阅读、写作和看电影。
弗琳毕业于堪萨斯大学的英语和新闻专业。曾短暂效力于《美国新闻与世界报道》。1998年至2008年为《娱乐周刊》写电视评论和影评，之后担任专职作家。

## 个人生活
2007年她与律师 Brett Nolan 结婚，两人育有2个孩子。自从30多岁时她就与家人一起居住在芝加哥。

## 作品
- 《利器》（Sharp Objects， 2006） 连环杀手题材，2018年改編為同名迷你劇
- （Dark Places， 2009） 案件调查题材，2015年改编电影《暗處》
- 《消失的爱人》（Gone Girl，2012），夫妻情感题材，2014年改编为同名电影
- 《搞鬼》 （The Grownup，2015）